# Formica lugubris
Formica lugubris is een mierensoort uit de onderfamilie van de schubmieren (Formicinae). De wetenschappelijke naam van de soort is voor het eerst geldig gepubliceerd in 1838 door Zetterstedt.
Deze soort leeft onder meer in de Zwitserse Jura en vormt daar superkolonies met wel een miljoen koninginnen per kolonie, in vele hopen. David Attenborough heeft er een film over gemaakt.